# Дитрих II фон Хесен
Дитрих (II) фон Хесен (на немски: Dietrich (II) von Hessen; † сл. 1255) е благородник от Хесен.

## Произход
Той е син на Дитрих фон Хесен († сл. 1226). Внук е на Теодерикус де Хесенем († сл. 1129). Брат е на Фолрад фон Хесен († сл. 1252) и Лудолф фон Хесен († сл. 1221).

## Фамилия
Дитрих II фон Хесен се жени за фон Кирхберг и има трима сина:
- Йохан фон Хесен († сл. 1300), женен за Маргарета († 3 декември 12??), има три дъщери, които умират млади
- Дитрих фон Хесен († 3 април 1305/1306), няма деца
- Лудолф фон Хесен († сл. 1305), рицар, женен за фон Асенбург († сл. 1295), дъщеря на рицар Буркхард фон Волфенбютел († 1312) и графиня Кунигунда фон Халермунд († 1302/1304), дъщеря на граф Лудолф III фон Халермунд († 1264/1266) и графиня Юта фон Хоя († сл. 1264), има син Фолрад фон Хесен († 1353/1357).